# Плавание на летних Азиатских играх 2014
Соревнования по плаванию на летних Азиатских играх 2014 проходили с 21 по 26 сентября в Munhak Park Tae-hwan Aquatics Center.

## Общий медальный зачёт
| Место | Страна           | Золото | Серебро | Бронза | Всего |
| ----- | ---------------- | ------ | ------- | ------ | ----- |
| 1     | Китай            | 22     | 12      | 11     | 45    |
| 2     | Япония           | 12     | 20      | 13     | 45    |
| 3     | Казахстан        | 3      | 2       | 0      | 5     |
| 4     | Сингапур         | 1      | 2       | 2      | 5     |
| 5     | Республика Корея | 0      | 2       | 6      | 8     |
| 6     | Гонконг          | 0      | 0       | 3      | 3     |
| 7     | Вьетнам          | 0      | 0       | 2      | 2     |
| 8     | Индия            | 0      | 0       | 1      | 1     |
| Всего | Всего            | 38     | 38      | 38     | 114   |

## Медалисты

### Мужчины
| Дисциплина                             | Золото                                                          | Серебро                                                                  | Бронза                                                                     |
| -------------------------------------- | --------------------------------------------------------------- | ------------------------------------------------------------------------ | -------------------------------------------------------------------------- |
| 50 м вольным стилем                    | Нин Цзэтао Китай                                                | Синри Сиоура Япония                                                      | Кэнта Ито Япония                                                           |
| 100 м вольным стилем                   | Нин Цзэтао Китай                                                | Пак Тхэ Хван Республика Корея                                            | Синри Сиоура Япония                                                        |
| 200 м вольным стилем                   | Косукэ Хагино Япония                                            | Сунь Ян Китай                                                            | Пак Тхэ Хван Республика Корея                                              |
| 400 м вольным стилем                   | Сунь Ян Китай                                                   | Косукэ Хагино Япония                                                     | Пак Тхэ Хван Республика Корея                                              |
| 1500 м вольным стилем                  | Сунь Ян Китай                                                   | Кохэй Ямамото Япония                                                     | Ван Кэчэн Китай                                                            |
| 50 м на спине                          | Дзюнъя Кога Япония                                              | Рёсукэ Ириэ Япония                                                       | Сюй Цзяюй Китай                                                            |
| 100 м на спине                         | Рёсукэ Ириэ Япония                                              | Сюй Цзяюй Китай                                                          | Косукэ Хагино Япония                                                       |
| 200 м на спине                         | Рёсукэ Ириэ Япония                                              | Сюй Цзяюй Китай                                                          | Косукэ Хагино Япония                                                       |
| 50 м брассом                           | Дмитрий Баландин Казахстан                                      | Ясухиро Косэки Япония                                                    | Сандип Седжвал Индия                                                       |
| 100 м брассом                          | Дмитрий Баландин Казахстан                                      | Ясухиро Косэки Япония                                                    | Ли Сян Китай                                                               |
| 200 м брассом                          | Дмитрий Баландин Казахстан                                      | Кадзуки Кохината Япония                                                  | Ясухиро Косэки Япония                                                      |
| 50 м баттерфляем                       | Ши Ян Китай                                                     | Джозеф Скулинг Сингапур                                                  | Ян Джон Ду Республика Корея                                                |
| 100 м баттерфляем                      | Джозеф Скулинг Сингапур                                         | Ли Чжухао Китай                                                          | Хирофуми Икэбата Япония                                                    |
| 200 м баттерфляем                      | Дайя Сэто Япония                                                | Кэнта Хирай Япония                                                       | Джозеф Скулинг Сингапур                                                    |
| 200 м комплексным плаванием            | Косукэ Хагино Япония                                            | Хиросама Фудзимори Япония                                                | Ван Шунь Китай                                                             |
| 400 м комплексным плаванием            | Косукэ Хагино Япония                                            | Ян Чжисянь Китай                                                         | Дайя Сэто Япония                                                           |
| Эстафета 4×100 м вольным стилем        | Китай · Юй Хэсинь · Линь Юнцин · Сунь Ян · Нин Цзэтао           | Япония · Синри Сиоура · Раммару Хамада · Такуро Фудзии · Кацуми Накамура | Республика Корея · Ким Сон Гём · Ян Джун Хёк · Нам Ги Ун · Пак Тхэ Хван    |
| Эстафета 4×200 м вольным стилем        | Япония · Юки Кобори · Косукэ Хагино · Дайя Сэто · Такэси Мацуда | Китай · Ли Юньци · Линь Юнцин · Мао Фэйлянь · Сюй Цихэн                  | Республика Корея · Чон Джон Су · Ян Джун Хёк · Нам Ги Ун · Пак Тхэ Хван    |
| Эстафета 4×100 м комплексным плаванием | Китай · Сюй Цзяюй · Ли Сян · Ли Чжухао · Нин Цзэтао             | Япония · Рёсукэ Ириэ · Ясухиро Косэки · Хирофуми Икэбата · Синри Сиоура  | Республика Корея · Пак Сон Гван · Чхве Гю Ун · Чан Гю Чхоль · Пак Тхэ Хван |

### Женщины
| Дисциплина                             | Золото                                                           | Серебро                                                               | Бронза                                                      |
| -------------------------------------- | ---------------------------------------------------------------- | --------------------------------------------------------------------- | ----------------------------------------------------------- |
| 50 м вольным стилем                    | Чэнь Синьи Китай                                                 | Мики Утида Япония                                                     | Тан И Китай                                                 |
| 100 м вольным стилем                   | Шэнь До Китай                                                    | Тан И Китай                                                           | Мики Утида Япония                                           |
| 200 м вольным стилем                   | Шэнь До Китай                                                    | Тихиро Игараси Япония                                                 | Тан И Китай                                                 |
| 400 м вольным стилем                   | Чжан Юйхань Китай                                                | Би Ижун Китай                                                         | Тихиро Игараси Япония                                       |
| 800 м вольным стилем                   | Би Ижун Китай                                                    | Сюй Даньлу Китай                                                      | Асами Тида Япония                                           |
| 50 м на спине                          | Фу Юаньхуэй Китай                                                | Екатерина Руденко Казахстан                                           | Миюки Такэмура Япония                                       |
| 100 м на спине                         | Фу Юаньхуэй Китай                                                | Екатерина Руденко Казахстан                                           | Ван Сюээр Китай                                             |
| 200 м на спине                         | Саяка Акасэ Япония                                               | Чэнь Цзе Китай                                                        | Нгуен Тхи Ань Вьен Вьетнам                                  |
| 50 м брассом                           | Сатоми Судзуки Япония                                            | Со Жань Китай                                                         | Хэ Юйчжэ Китай                                              |
| 100 м брассом                          | Ши Цзинлинь Китай                                                | Канако Ватанабэ Япония                                                | Хэ Юнь Китай                                                |
| 200 м брассом                          | Канако Ватанабэ Япония                                           | Риэ Канэто Япония                                                     | Ши Цзинлинь Китай                                           |
| 50 м баттерфляем                       | Лу Ин Китай                                                      | Тао Ли Сингапур                                                       | Лю Лань Китай                                               |
| 100 м баттерфляем                      | Чэнь Синьи Китай                                                 | Лу Ин Китай                                                           | Тао Ли Сингапур                                             |
| 200 м баттерфляем                      | Цзяо Люян Китай                                                  | Нацуми Хоси Япония                                                    | Мию Накано Япония                                           |
| 200 м комплексным плаванием            | Е Шивэнь Китай                                                   | Канако Ватанабэ Япония                                                | Михо Тэрамура Япония                                        |
| 400 м комплексным плаванием            | Е Шивэнь Китай                                                   | Сакико Симидзу Япония                                                 | Нгуен Тхи Ань Вьен Вьетнам                                  |
| Эстафета 4×100 м вольным стилем        | Китай · Е Шивэнь · Шэнь До · Чжан Юйфэй · Тан И                  | Япония · Мики Утида · Мисаки Ямагути · Канако Ватанабэ · Яёй Мацумото | Гонконг · Камилла Чэн · Оу Кайчунь · Ши Синъюй · Шивон Хоги |
| Эстафета 4×200 м вольным стилем        | Китай · Го Цзюньцзюнь · Тан И · Цао Юэ · Шэнь До                 | Япония · Тихиро Игараси · Ясуко Миямото · Ая Такано · Яёй Мацумото    | Гонконг · Камилла Чэн · Оу Кайчунь · Ши Синъюй · Шивон Хоги |
| Эстафета 4×100 м комплексным плаванием | Япония · Сино Сакаи · Канако Ватанабэ · Нацуми Хоси · Мики Утида | Республика Корея · Ли Да Лин · Ян Джи Вон · Ан Се Хён · Ко Ми Со      | Гонконг · Иветта Кон · Оу Кайчунь · Ши Синъюй · Шивон Хоги  |